# Фотогеничность
Фотогени́чность — субъективная оценка наличия внешних данных, благоприятных для воспроизведения на киноэкране или фотографии.
Термины «фотогения» (фр. photogénie) и «фотогеничный» (фр. photogénique) начали употребляться как теоретические понятия во французской литературе о кино 1920-х годов у Луи Деллюка (автора работы «Фотогения») и его последователей. Режиссёр Жан Эпштейн дал следующее определение фотогеничности: «Я буду называть фотогеничным любой аспект вещей, существ и душ, который умножает своё моральное качество за счет кинематографического воспроизведения». Из французского термин «фотогеничный» в этом значении заимствован и в другие языки, в том числе в английский.